# Jordanoleiopus subunicolor
Jordanoleiopus subunicolor là một loài bọ cánh cứng trong họ Cerambycidae.